# Felix Abraham
Felix Abraham (Frankfurt am Main, 30 augustus 1901 - Florence, 8 september 1937) is een arts die tussen 1929-1933 actief was voor het Institut für Sexualwissenschaft en hier de leiding had over seksueel forensische gevallen en fetisjisme. Hij benam zichzelf in 1937 het leven. 

## Vroege leven
Abraham werd geboren als zoon van de Duits-Joodse arts Siegmund Abraham (1866–1929)  en de Nederlandse Flora Marchand (1876–1912). Hij had een oudere zus die voor de Oorlog uitbrak naar Engeland wist te emigreren met haar voltallige gezin. In 1920 zou hij een medicijnenstudie gaan volgen. Hij studeerde in Heidelberg, Frankfurt en Berlijn. Hij zou promoveren in Frankfurt, in 1928. Hiervoor deed hij onderzoek naar veranderingen in het sterftecijfer van éénjarigen.

## Tijd bij het Instituut
Al vrij snel na zijn afstuderen werd Abraham door Magnus Hirschfeld als medewerker bij het Institut für Sexualwissenschaft aangesteld. Hirschfelf was bekend geweest met zijn vader Siegmund Abraham en kwam zo bij Felix uit. Wellicht ging het om een vriendendienst aan Sigmund, want in het begin schreef Hirschfeld dat hij niet hard genoeg werkte en te passief was. Desondanks gaf Hirschfeld hem een opdracht voor vier jaar: hij werd verantwoordelijk voor de Afdeling van seksueel forensische gevallen en fetisjisme. Hiermee werd hij ook verantwoordelijk voor de zorg voor wie in deze tijd werden aangeduid als travestieten. Hij zou in 1931 het eerste verslag ooit van een geslachtsbevestigende operatie schrijven over zijn patiënten Dora Richter en Toni Ebel. Ook Charlotte Charlaque was een patiënt van hem. De opdracht van het instituut kwam met kost en inwoning en mogelijkheid tot verlenging van zijn opdracht. Een verlenging zou door de vernietiging van het Instituut in 1933 niet meer gebeuren.
In de periode dat Abraham bij het Instituut werkte, had hij een flinke drugsverslaving opgebouwd, zodanig dat een huishoudster van het Instituut later zou zeggen dat hij verslaafd was aan middelen en vaak flink onder invloed was. Toch lijkt hij wel zodanig gefunctioneerd te hebben, dat Hirschfeld in zijn testament zou schrijven dat hij, Ludwig Levy-Lenz en Bernhard Schapiro gezamenlijk het Instituut zouden leiden na zijn dood. Mogelijk was Abrahams Joodse afkomst hier deels verantwoordelijk voor; Hirschfeld wees drie Joodse mannen op als zijn opvolgers.

## Einde van zijn leven

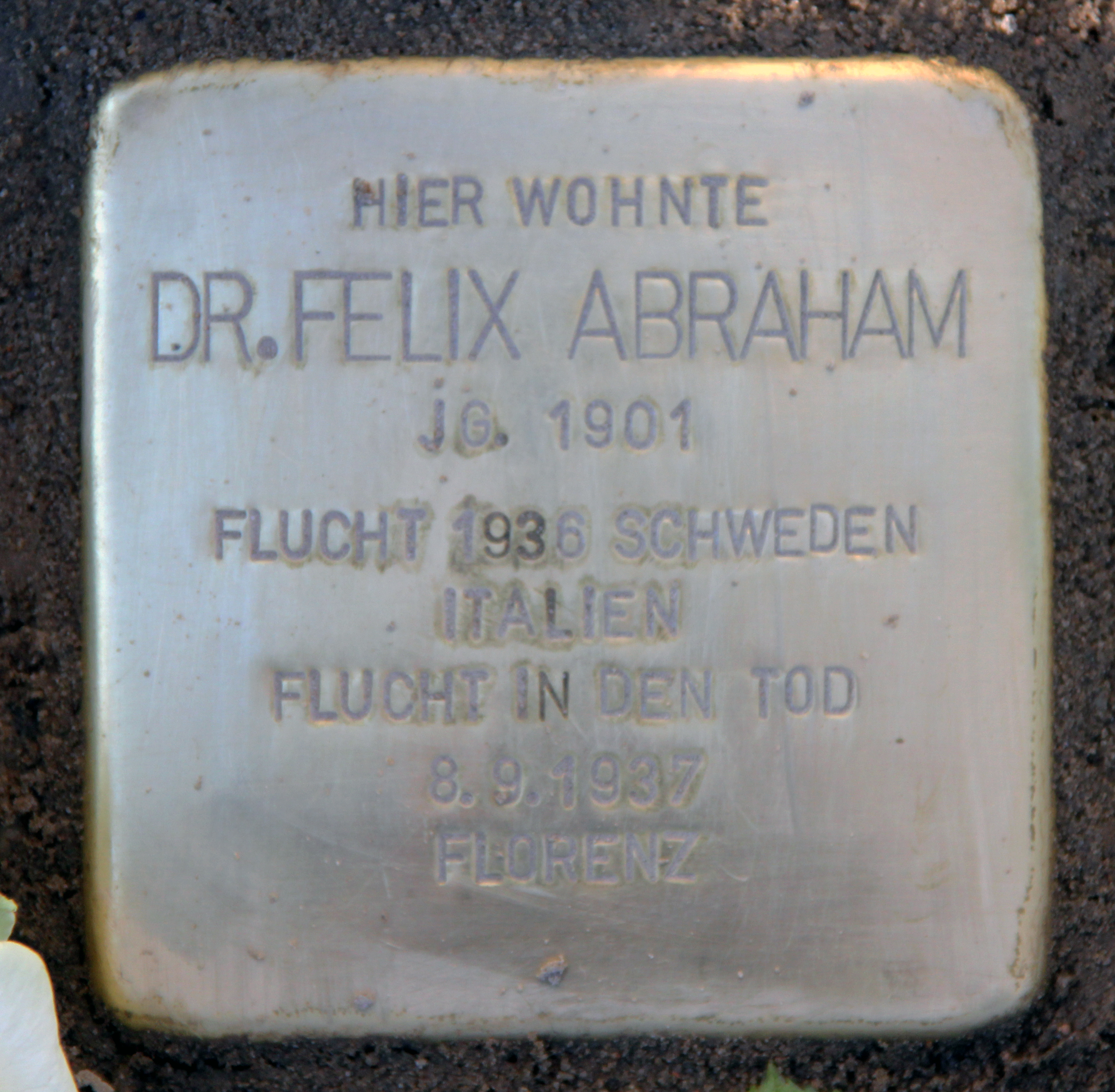
Stolperstein voor Felix Abraham

Het Instituut werd in 1933 verwoest. Hierna hield Abraham nog wel praktijk in Berlijn, maar had hij regelmatig geldproblemen, moest zijn praktijk regelmatig verplaatsen en ook zijn verslaving lijkt niet verminderd te zijn. Hij kreeg het ook steeds moeilijker door de anti-joodse maatregelen. In een later stadium kwam daar ook nog een onderzoek naar zijn drugsmisbruik bij. Hij ontmoette omstreeks 1935 zijn toekomstige, eveneens Joodse, echtgenote Pini Engel. Hij probeerde naar Zweden te vluchten, wat niet lukte. Hij kwam uiteindelijk in Italië terecht, waar hij in 1937 zelfmoord pleegde, iets wat hij al sinds 1936 overwoog. Hij stierf in Florence, waarschijnlijk door gebruik van een vuurwapen.

## Stolperstein
Na de oorlog is in Steglitz-Zehlendorf een stolperstein voor hem geplaatst.
- Bibliothèque nationale de France: cb128515412 (data)
- Gemeinsame Normdatei: 1076308937
- International Standard Name Identifier: 0000 0003 8512 2252
- Nederlandse Thesaurus van Auteursnamen: 133185117
- Système universitaire de documentation: 164265147